# Első Marica menti csata
Az első Marica menti csata (törökül: Sırpsındığı Muharebesi vagy Sırp Sındığı, ami magyarul a szerbek megsemmisítését jelenti) 1364-ben zajlott le a Marica folyó mentén Sarayakpinar település közelében az egyesült keresztény hadak - köztük Szerb Királyság és Magyar Királyság - és az Oszmán Birodalom között, a keresztények megsemmisítő vereségével.
Egyes történészek szerint az első és második Marica menti csata tulajdonképpen egy és ugyanaz a csata volt. Ezt látszik alátámasztani a harcoló seregek létszáma és a csata menete, illetve eredménye. Viszont ennek ellentmond az ütközet helyszíne: mindkét csata a Marica folyónál zajlott, de két különböző települést említenek a források. Továbbá az első csatában több keresztény ország egyesült hadai harcoltak, míg a másodikban csak szerbek. A két csatát török részről különböző hadvezérek vezették: az első főparancsnoka Hacı İlbey volt, akit azonban a sikeréért irigységből 1365-ben megmérgezett Lala Sahin pasa, aki a második csatában vezette a török hadakat.

## Előzmények
Amikor az Oszmán Birodalom elfoglalta Drinápolyt, akkor megszűnt a közvetlen kapcsolat Konstantinápoly és Európa között, továbbá török telepesek lepték el az eddig elfoglalt területeket. A török terjeszkedés a Balkán-félszigeten folytatódott. Amikor elfoglalták Plovdiv városát, a település bizánci parancsnoka szerb területre menekült, és megpróbált kiharcolni egy nagyszabású keresztény ellentámadást az oszmán terjeszkedés megállítására, mielőtt megerősítik a pozíciójukat a Balkánon
A Szerb Királyság és a Bolgár Birodalom elsőként ajánlották fel segítségüket. V. Orbán pápa biztatására a Havasalföldi fejedelemség és a Boszniai bánság is támogatták az akciót. A Magyar Királyság, amely a Balkán feletti uralom megszerzésére törekedett és az eddig megszerzett pozícióit a törökök terjeszkedése veszélyeztette, szintén küldött csapatokat

## A csata lefolyása
A keresztesek 30-60 ezer fős serege Drinápoly elfoglalására indult, míg I. Murád oszmán szultán Biga település környékén harcolt a Bizánci Birodalom zsoldjában álló katalánokkal, az oszmán hadsereg többi része pedig Kis-Ázsiában tartózkodott. A Balkánon csupán Lala Sahin, ruméliai pasa csapatai tartózkodtak. A pasa Hacı İlbey-t nevezte ki a keresztényke feltartóztatására kiküldött sereg élére. A török sereg létszámát illetően eltérőek a becslések: valószínűleg 10-11 ezer fős haderőről van szó, de vannak, akik csupán 800 fő környékére teszik a török sereg méretét. Ez a becslés azonban nem lehet helytálló, hiszen a csatában nagyjából 1000 török katona vesztette életét.
Az oszmánok minden erőfeszítése ellenére a keresztesek átlépték a Marica folyót és Sarayakpinar település közelében a folyó partján - nem messze Drinápolytól - tábort vertek. A keresztény parancsnokok alulbecsülték a török sereget, könnyű győzelemben reménykedtek, és nem erősített meg a táborukat. Hacı İlbey ezt kihasználva az éjszaka leple alatt meglepetésszerű támadást intézett a keresztények tábora ellen. A török könnyűlovasság, az akindzsik lendültek támadásba. A feljegyzések szerint minden lovas két fáklyát vitt, ezzel kétszer akkorának mutatva a seregüket, mint amekkora valójában volt. A megtévesztett ellenség táborában pánik tört ki: az a hír terjedt el, hogy I. Murád oszmán szultán megérkezett a felmentő sereggel. A táborban előző nap tartott ünnepség miatt a keresztény katonák egy része részeg volt. A keresztesek visszavonulása során sokan a Marica folyóba fulladtak, másokat a törökök mészároltak le. Az elesett katonák nagy része szerb volt.

## Következmények
Hacı İlbey nem sokáig élvezhette a győzelme okozta dicsőséget: 1365-ben irigy parancsnoka, Lala Sahin pasa megölette őt. A Bolgár Birodalomnak hadisarcot kellett fizetnie az Oszmán Birodalomnak. Továbbá a csata siettette a bolgár állam bukását. A szégyenteljes és tragikus vereség hozzájárult a második Marica menti csatához is, akik bosszút akartak állni a törökökön.

## Fordítás
- Ez a szócikk részben vagy egészben  a   Battle of Sırp Sındığı című angol Wikipédia-szócikk fordításán alapul.  Az eredeti cikk szerkesztőit annak laptörténete sorolja fel. Ez a jelzés csupán a megfogalmazás eredetét és a szerzői jogokat jelzi, nem szolgál a cikkben szereplő információk forrásmegjelöléseként.